# Efrén Núñez Mata
Efrén Núñez Mata (El Barrio, Juchitán de Zaragoza, Oaxaca, 9 de julio de 1890 - Ciudad de México, 17 de agosto de 1974), fue un homeópata, pedagogo, poeta, escritor y académico mexicano.

## Semblanza biográfica
Viajó a la Ciudad de México para ingresar a la Escuela Libre Homeopatía. Después de graduarse como homeópata, ingresó a la Escuela Normal Superior para ser maestro. Realizó estudios de psicología, filología, gramática comparada, literatura y latín. 
Impartió clases en las escuelas secundarias oficiales, en el Instituto Mexicano Madero de Puebla, en la Escuela Nacional de Maestros. Fue inspector y jefe de enseñanza de las escuelas primarias. Fue director de la Escuela Nacional de Maestros y director de Alfabetización y Educación Extraescolar. Fue nombrado catedrático de la Universidad Nacional Autónoma de México (UNAM).
Como escritor, incursionó en la poesía, el ensayo y el periodismo. Colaboró para varios periódicos y revistas. El 10 de junio de 1966, fue elegido miembro de número de la Academia Mexicana de la Lengua, tomó posesión de la silla XVIII el 9 de diciembre del mismo año. Murió en la Ciudad de México el 17 de agosto de 1974.

## Obras publicadas
- El libro de los madrigales, antología, 1929.
- Alma campesina, 1930.
- Ella. Poemas de amor, 1933.
- ¡No! Poemas, 1938.
- Fuerza. Poemas, 1946.
- Carta Athenagórica de Sor Juana Inés de la Cruz, 1945.
- México en la historia, 1951.
- Cinco sonetos, 1953.
- Rosa de primavera, cuento, 1955.
- Albas, poemas, 1956.
- Homónimos. Algunos sinónimos y antónimos, 1956.
- Cuaderno de homónimos, 1958.
- Canciones, poemas, 1959.
- Oaxaca: nombres y signos, 1964.
- Voces en cielo y tierra, 1966.
- Nociones de gramática. La composición, 1966.
- Historia y origen del soneto, 1966.